# 제25회 일본 중의원 의원 총선거
제24회 일본 중의원의원 총선거는 1952년 10월 1일에 실시된 일본의 중의원의원 선거이다.

## 배경

### 사회당 좌우파의 분열
제23회 일본 중의원의원 총선거에서 패배한 후에 열린 제4회 당대회에서 모리토 다쓰오가 당의 성격을 ‘국민정당’으로 규정하고, 의회주의에 근거한 반공을 주창했다. 그러자 이나무라 준조가 혁명에 의해 사회제도를 변혁하며, 때에 따라서는 공산당과의 연합도 불사하는 ‘계급정당’적 성격의 일본사회당을 주장했다. 이 논쟁은 결국 일본에서의 사회주의적 정책의 실현 방향에 대한 논쟁으로 발전했으며, 가쓰마타 세이이치가 제기한 ‘계급적 대중정당’이라는 정의로 결착이 지어지는듯 했다.
하지만 이로 인해 촉발된 좌우파의 대립은 심각하게 진행되었고, 1950년 1월 16일에는 좌·우파가 분열하게 된다. 이때는 75일 후인 4월 3일의 당대회에서 다시 통일할 수 있어 대립이 종료된 것으로 보였다. 하지만 곧 대일강화조약의 찬반을 둘러싸고 좌우 양파가 대립하기 시작해, 1951년 10월 24일에 다시 분열된다.

## 선거 정보

### 해산일
- 1952년 8월 28일

### 해산명
- 벼락 해산

### 공시일
- 1952년 9월 5일

### 투표일
- 1952년 10월 1일

### 개선수
- 466석

### 선거제도
- 중선거구제
  - 3인 선거구：40
  - 4인 선거구：39
  - 5인 선거구：38

- 비밀투표, 단기투표제

#### 선거권
만 20세 이상의 일본 국민

#### 피선거권
만 25세 이상의 일본 국민

### 유권자
46,772,584명 (남성 : 22,312,761명, 여성 : 24,459,823명)

## 입후보자
| 정당     | 정당              | 계    | 전  | 원 | 신 | 남성  | 여성 | 공시전 |
| -------- | ----------------- | ----- | --- | -- | -- | ----- | ---- | ------ |
|          | 자유당            | 475   | 256 |    |    |       |      | 285    |
|          | 개진당            | 209   | 60  |    |    |       |      | 67     |
|          | 일본사회당 (우파) | 109   | 30  |    |    |       |      | 30     |
|          | 일본사회당 (좌파) | 96    | 16  |    |    |       |      | 16     |
|          | 일본공산당        | 107   | 18  |    |    |       |      | 22     |
|          | 노동자농민당      | 11    | 4   |    |    |       |      | 4      |
| 기타정당 | 기타정당          | 69    | 8   |    |    |       |      | 9      |
|          | 무소속            | 166   | 1   |    |    |       |      | 4      |
|          |                   |       |     |    |    |       |      |        |
| 계       | 계                | 1,242 | 393 |    |    | 1,216 | 26   | 437    |

## 투표율
- 76.43%  (남성：80.46％, 여성：72.76％)

## 선거 결과
| 정당             | 정당              | 득표       | 득표  | 득표  | 합계 | 합계 |
| 정당             | 정당              | 득표수     | %     | +/–   | 의석 | +/–  |
| ---------------- | ----------------- | ---------- | ----- | ----- | ---- | ---- |
|                  | 자유당            | 16,810,434 | 47.57 | +3.70 | 240  | –24  |
|                  | 개진당            | 6,453,028  | 18.26 | –0.83 | 85   | +2   |
|                  | 일본사회당 (우파) | 4,057,241  | 11.48 | –     | 57   | –    |
|                  | 일본사회당 (좌파) | 3,450,601  | 9.76  | –     | 54   | –    |
|                  | 일본공산당        | 896,764    | 2.54  | –7.22 | 0    | –35  |
|                  | 노동자농민당      | 261,190    | 0.74  | –1.24 | 4    | –3   |
| 기타정당         | 기타정당          | 952,501    | 2.69  | –2.55 | 7    | –5   |
|                  | 무소속            | 2,454,945  | 6.95  | +0.39 | 19   | +7   |
|                  |                   |            |       |       |      |      |
| 계               | 계                | 35,336,704 | 100   | 0     | 466  | 0    |
|                  |                   |            |       |       |      |      |
| 유효표           | 유효표            | 35,336,704 | 98.84 |       |      |      |
| 무효 및 백지투표 | 무효 및 백지투표  | 413,019    | 1.16  |       |      |      |
| 투표 / 투표율    | 투표 / 투표율     | 35,749,723 | 76.73 |       |      |      |
| 기권             | 기권              | 11,022,861 | 23.57 |       |      |      |
| 유권자           | 유권자            | 46,772,584 |       |       |      |      |